# Síndrome deleción 22q13
La deleción del extremo distal del cromosoma 22 se asocia a retrasos del desarrollo moderados a severos en habilidades motrices, de aprendizaje y lenguaje. Es conocido también como síndrome Phelan-McDermid (PMS). Se caracteriza por hipotonía neonatal, crecimiento normal a acelerado, habla ausente o gravemente retrasada, retraso global del desarrollo y rasgos faciales dismórficos menores.

## Causas
La deleción afecta la región terminal del brazo largo del cromosoma 22 (el cromosoma paterno en 75% de los casos), desde 22q13.3 hasta 22qter. Aunque la deleción es el resultado de una mutación espontánea en la mayoría de las ocasiones, existe también una forma hereditaria debida a traslocaciones cromosomales familiares involucrando el cromosoma 22. En la forma de novo, el tamaño de la deleción es variable y puede ir desde los 130kbp (130.000 pares de bases) hasta los 9Mbp (9.000.000 de pares de bases). Algunos signos clínicos parecen estar correlacionados con el tamaño de la deleción, sin embargo, las características principales del síndrome parecen ser independientes del tamaño, y dependientes solo de la deleción del gen Shank3 . Se cree que la haploinsuficiencia de Shank3 es la responsable de los déficits neurológicos del síndrome (Wilson et al., 2003).
Las proteínas codificadas por los genes Shank juegan un rol importante en la maduración y estabilización de las sinapsis entre neuronas en el cerebro. Estas proteínas proveen el soporte estructural para el asamblaje de los receptores de glutamato con el aparato de señalización intracelular y el citoesqueleto en la  densidad postsináptica:
- La inducción experimental de la expresión de Shank3 ha mostrado ser capaz de producir la formación de espinas dendríticas funcionales en neuronas cerebelares lisas (sin espinas dendríticas) (Roussignol et al., 2005).
- La actividad de las redes de neuronas cerebrales regula la degradación de grandes grupos de proteínas postsinápticas a través de la proteína ubiquitina. Las proteínas Shank fueron identificadas como unas de las pocas proteínas de la densidad postsináptica que pueden ser degradadas por ubiquitinación (Waites et al., 2005)

Van Bokhoven et al. (1997) han asignado también el gen WNT7B a la posición 22q13.3 . Wnt7b actúa a través Dvl1 para regular el desarrollo dendrítico. Rosso et al. (2005) descubrieron que la sobreexpresión de Wnt7b produce un aumento de la ramificación dendrítica en neuronas del hipocampo en el cerebro del ratón. Ratones knockout de Dvl1 son viables, fértiles y estructuralmente normales, pero muestran interacción social reducida y patrones de sueño anormales (Lijam et al, 1997)

## Incidencia
Se desconoce con certeza la incidencia del síndrome de deleción 22q13. La técnica genética avanzada esencial para su diagnóstico, hibridación fluorescente in situ (FISH por las siglas en inglés de Fluorescent In Situ Hybridization), está disponible solamente desde 1998 aproximadamente, y requiere de laboratorios con instalaciones especializadas. Actualmente se piensa que el síndrome de deleción 22q13 es pobre su diagnosticado, y que puede ser una de las principales causas de retraso mental idiopático (Manning and al. 2004).

## Descripción
La casi totalidad de los niños afectados de deleción 22q13 presentan discapacidad cognitiva con efectos moderados a severos en el aprendizaje y el lenguaje. Presentan dismorfismos faciales menores, tales como uñas de los pies delgadas y quebradizas (78%); manos grandes y carnudas (68%); grandes pies; orejas prominentes y no muy bien formadas (65%); y otras características que no son evidentes al examen visual como hipotonía (97%); crecimiento normal o acelerado (95%); gran tolerancia al dolor (86%); convulsiones (porcentaje desconocido); estrabismo; anomalías de la médula espinal; visión central pobre.